# Muo
Muo är en ort i Montenegro. Den ligger i den sydvästra delen av landet vid en havsvik. Muo ligger 10 meter över havet och antalet invånare är 645.
Terrängen runt Muo är kuperad västerut, men österut är den bergig. Omgivningarna runt Muo är en mosaik av jordbruksmark och naturlig växtlighet.